# Liste des églises des Missions jésuites de Bolivie
Ce tableau présente les églises des missions jésuites auprès des Chiquitos (Bolivie)
| Réduction              | Année de construction                              | Architecte                              | Restauration                                   | Image |
| ---------------------- | -------------------------------------------------- | --------------------------------------- | ---------------------------------------------- | ----- |
| San José de Chiquitos  | 1745 – 1754                                        | Inconnu                                 | Restaurée: 1988-2003                           |       |
| San Rafael de Velasco  | 1747–1749                                          | Martin Schmid                           | Restaurée: 1972-96                             |       |
| San Javier             | 1749–1752                                          | Martin Schmid                           | Restaurée: 1988-2003                           |       |
| San Miguel de Velasco  | 1750–1757                                          | Collaborateur ou élève de Martin Schmid | Restaurée: 1979–1983                           |       |
| Concepción             | 1753–1756                                          | Martin Schmid, Johann Mesner            | Restaurée: 1975–1996                           |       |
| Santa Ana de Velasco   | 1770–1780                                          | Inconnu                                 | Restaurée partiellement en 1989–2001           |       |
| San Ignacio de Velasco | ?–1761 (détruite en 1948)                          | Collaborateur ou élève de Martin Schmid | Reconstruite 1964–1968; reconstruite 1992–2001 |       |
| San Juan Bautista      | 1755–1759? (endommagée par le feu en 1781 et 1811) | Martin Schmid?                          | Reste la tour en ruine                         |       |
| Santiago de Chiquitos  | 1767 (détruite vers 1850)                          | Inconnu                                 | Reconstruite en 1916–1920                      |       |
| Santo Corazón          | By 1769?                                           | Inconnu                                 | Reconstruite                                   |       |